# Campionats d'Europa de ciclisme en pista de 2015

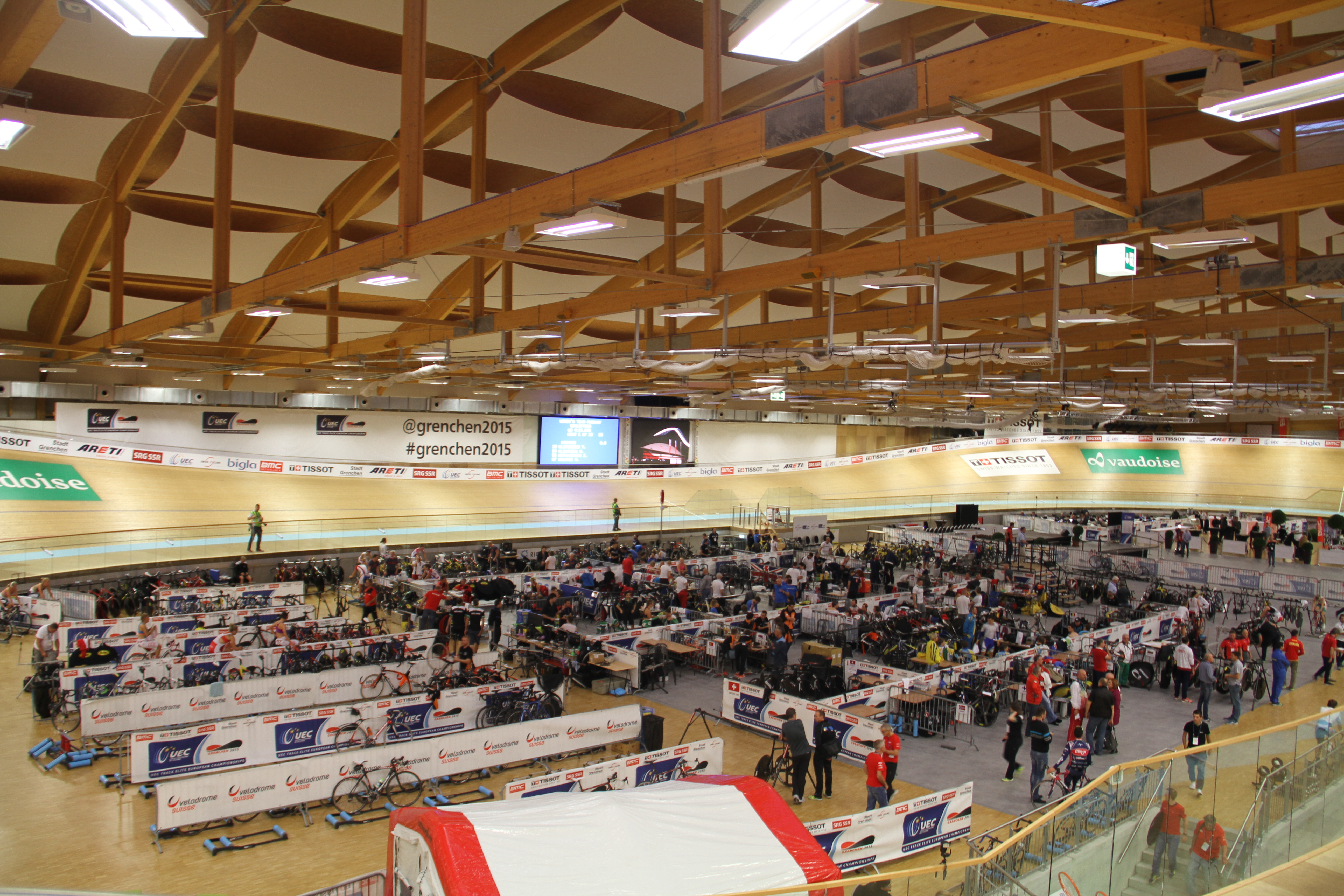
Vélodrome suisse

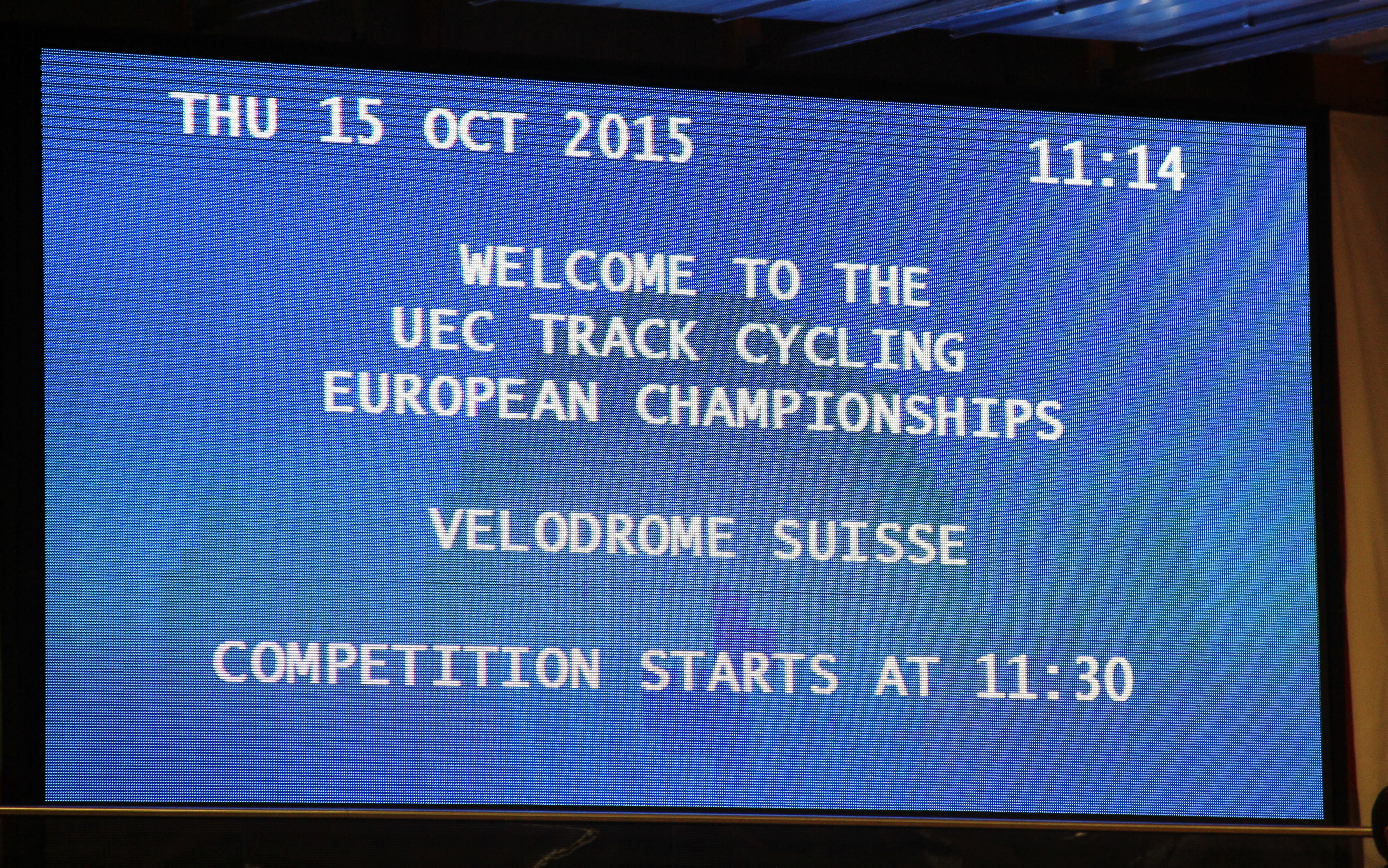
The championships are opened

Els Campionats d'Europa de ciclisme en pista de 2015 se celebren a Grenchen (Suïssa) del 14 al 18 d'octubre de 2015.
Les competicions es realitzen al Vélodrome suisse. En total es competeixen en 21 disciplines, 11 de masculines i 10 de femenines.
En aquests campionats debuta la cursa per eliminació, tant masculina com femenina.

## Resultats

### Masculí
| Prova                 | Or | Argent                                                             | Bronze |
| Quilòmetre            | Jeffrey Hoogland · Països Baixos                                                                                      | Joachim Eilers · Alemanya                                          | Robin Wagner · Txèquia |
| Keirin                | Pavel Kelemen · Txèquia                                                                                               | François Pervis · França                                           | Denís Dmítriev · Rússia |
| Velocitat individual  | Jeffrey Hoogland · Països Baixos                                                                                      | Max Niederlag · Alemanya                                           | Damian Zieliński · Polònia |
| Velocitat per equips  | Països Baixos · Nils van 't Hoenderdaal · Jeffrey Hoogland · Hugo Haak                                                | Polònia · Grzegorz Drejgier · Rafał Sarnecki · Krzysztof Maksel    | Alemanya · Joachim Eilers · Max Niederlag · Robert Forstemann · Maximilian Levy (q)                                                      |
| Persecució individual | Stefan Küng · Suïssa                                                                                                  | Domenic Weinstein · Alemanya                                       | Dion Beukeboom · Països Baixos |
| Persecució per equips | Regne Unit · Jonathan Dibben · Owain Doull · Andrew Tennant · Bradley Wiggins · Steven Burke (q) · Matthew Gibson (q) | Suïssa · Silvan Dillier · Stefan Küng · Frank Pasche · Thery Schir | Dinamarca · Lasse Norman Hansen · Daniel Henning Hartvig · Casper Philip Pedersen · Rasmus Christian Quaade · Mathias Moller Nielsen (q) |
| Cursa per punts       | Wojciech Pszczolarski · Polònia                                                                                       | Benjamin Thomas · França                                           | Claudio Imhof · Suïssa |
| Madison               | Espanya · Sebastián Mora · Albert Torres                                                                              | Rússia · Mikhail Radionov · Andrey Sazanov                         | França · Morgan Kneisky · Bryan Coquard                                                                                                  |
| Scratch               | Sebastián Mora · Espanya                                                                                              | Tristan Marguet · Suïssa                                           | Adrian Tekliński · Polònia |
| Òmnium                | Elia Viviani · Itàlia                                                                                                 | Lasse Norman Hansen · Dinamarca                                    | Jonathan Dibben · Regne Unit |
| Cursa per eliminació  | Bryan Coquard · França                                                                                                | Simone Consonni · Itàlia                                           | Christopher Latham · Regne Unit |

### Femení
| Prova                 | Or                                                                                            | Argent | Bronze                                                                                   |
| 500 metres            | Anastassia Vóinova · Rússia                                                                   | Elis Ligtlee · Països Baixos | Dària Xmeliova · Rússia                                                                  |
| Keirin                | Elis Ligtlee · Països Baixos                                                                  | Virginie Cueff · França | Iekaterina Gnidenko · Rússia                                                             |
| Velocitat individual  | Elis Ligtlee · Països Baixos                                                                  | Anastassia Vóinova · Rússia | Kristina Vogel · Alemanya                                                                |
| Velocitat per equips  | Rússia · Anastassia Vóinova · Dària Xmeliova                                                  | Alemanya · Miriam Welte · Kristina Vogel                                                                                                   | Països Baixos · Laurine van Riessen · Elis Ligtlee                                       |
| Persecució individual | Katie Archibald · Regne Unit                                                                  | Élise Delzenne · França | Ciara Horne · Regne Unit                                                                 |
| Persecució per equips | Regne Unit · Laura Trott · Katie Archibald · Elinor Barker · Joanna Rowsell · Ciara Horne (q) | Rússia · Gulnaz Badykova · Tamara Balabolina · Aleksandra Chekina · Maria Savitskaya · Ievguénia Romaniuta (q) · Aleksandra Goncharova (q) | Belarús · Katsiaryna Piatrouskaya · Polina Pivavarava · Ina Savenka · Marina Shmayankova |
| Cursa per punts       | Katarzyna Pawłowska · Polònia                                                                 | Élise Delzenne · França | Stephanie Pohl · Alemanya                                                                |
| Scratch               | Laura Trott · Regne Unit                                                                      | Kirsten Wild · Països Baixos | Roxane Fournier · França                                                                 |
| Òmnium                | Laura Trott · Regne Unit                                                                      | Amalie Dideriksen · Dinamarca | Aušrinė Trebaitė · Lituània                                                              |
| Cursa per eliminació  | Katie Archibald · Regne Unit                                                                  | Annalisa Cucinotta · Itàlia | Irene Usabiaga · Espanya                                                                 |

## Medaller
| Posició | País          | Or | Plata | Bronze | Total |
| 1       | Regne Unit    | 6  | 0     | 3      | 9     |
| 2       | Països Baixos | 5  | 2     | 2      | 9     |
| 3       | Rússia        | 2  | 3     | 3      | 8     |
| 4       | Polònia       | 2  | 1     | 2      | 5     |
| 5       | Espanya       | 2  | 0     | 1      | 3     |
| 6       | França        | 1  | 5     | 2      | 8     |
| 7       | Suïssa        | 1  | 2     | 1      | 4     |
| 8       | Itàlia        | 1  | 2     | 0      | 3     |
| 9       | Txèquia       | 1  | 0     | 1      | 2     |
| 10      | Alemanya      | 0  | 4     | 3      | 7     |
| 11      | Dinamarca     | 0  | 2     | 1      | 3     |
| 12      | Belarús       | 0  | 0     | 1      | 1     |
| 12      | Lituània      | 0  | 0     | 1      | 1     |
| Total   | Total         | 21 | 21    | 21     | 63    |